# 天王池 (玉野市)
天王池（てんのういけ）は岡山県玉野市長尾にあるため池である。堤高11.9m、堤頂長166m、総貯水量597,000m3。

## 地理
新川（瀬戸内海に注ぐ）が接続されている。玉野市は乾燥して降水量が少ない地域であるため、天王池のほかにもたくさんのため池が存在する。

## 周辺
- 瀬戸大橋カントリークラブ